# Bente og Mads
Bente og Mads er en kortfilm fra 1986 instrueret af Mogens Kløvedal efter eget manuskript.

## Handling
Bente fortæller historien om sin mand Mads, der var en god og hjælpsom kammerat, altid i godt humør. Pludselig begyndte han at opføre sig mærkeligt derhjemme og på arbejdet. Han fik hovedpine, blev let opfarende og var ofte fjern. Mads arbejder med farlige opløsningsmidler. En novellefilm med Erik Paaske i hovedrollen.